# Священна корова
Корова вшановується як священна тварина в індуїзмі, джайнізмі, зороастризмі, також шанувалася раніше в Стародавньому Єгипті, Стародавній Греції і Стародавньому Римі. Вживання яловичини і навіть забій корів в індуїзмі є табу. Через це табу виник фразеологізм «священна корова» — той, хто має правовий імунітет.

## В індуїзмі

Корови споконвіку шануються індусами як матір і уособлюють багатство, чесноту і достаток.

Корова традиційно шанується в індуїзмі як священна тварина. Вона уособлює достаток, чистоту, святість і розглядається як саттвічна (милостива) тварина. Також як і мати Земля, корова є символом принципу безкорисливого жертвування. Так як корова дає молоко і поживні молочні продукти, які є одним з важливих елементів вегетаріанського харчування, індуїсти шанують її як материнську фігуру. Бик, в свою чергу, виступає як символ дхарми.
Історично, корова завжди ототожнювалася з варною брахманів або священників і вбивство корови розглядалося як такий же тяжкий злочин, як вбивство брахмана. За часів правління династії Гупта в середині I тисячоліття н.е., вбивство корови каралося стратою. В даний час, в таких країнах як Індія і Непал, де індуїзм сповідує більшість населення, корова є під захистом держави і користується величезною повагою. Захист корів і відмова від вживання яловичини в їжу традиційно є невід'ємною частиною індуїзму.
Корова в індуїзмі також асоціюється з різними дівами і формами Бога. Зокрема з Шивою, що їздить на бику Нанді, з Індрою, який тісно пов'язаний з коровою Камадхену, що виконує бажання, і с Крішною — який провів своє дитинство як пастушок корів і телят під Вріндаваною.

### Санскритська термінологія
На санскриті, для позначення корови зазвичай використовується слово го, споріднене з англійським cow і латинським bos. Обидва терміни, як і російське говядина, походять від праіндоєвропейської основи *gwous. Велика рогата худоба на санскриті називається словом пашу, від праіндоєвропейської * peḱu-.
Інші санскритські слова, це дхену для корови і укс для бика.
Молочних корів також називають а-гхнья «та, яку не можна вбивати». Згідно визначеному тлумаченню термінології, використовуваної у відношенні до корови, можна зробити висновок про те, що історично корова перебувала під захистом.

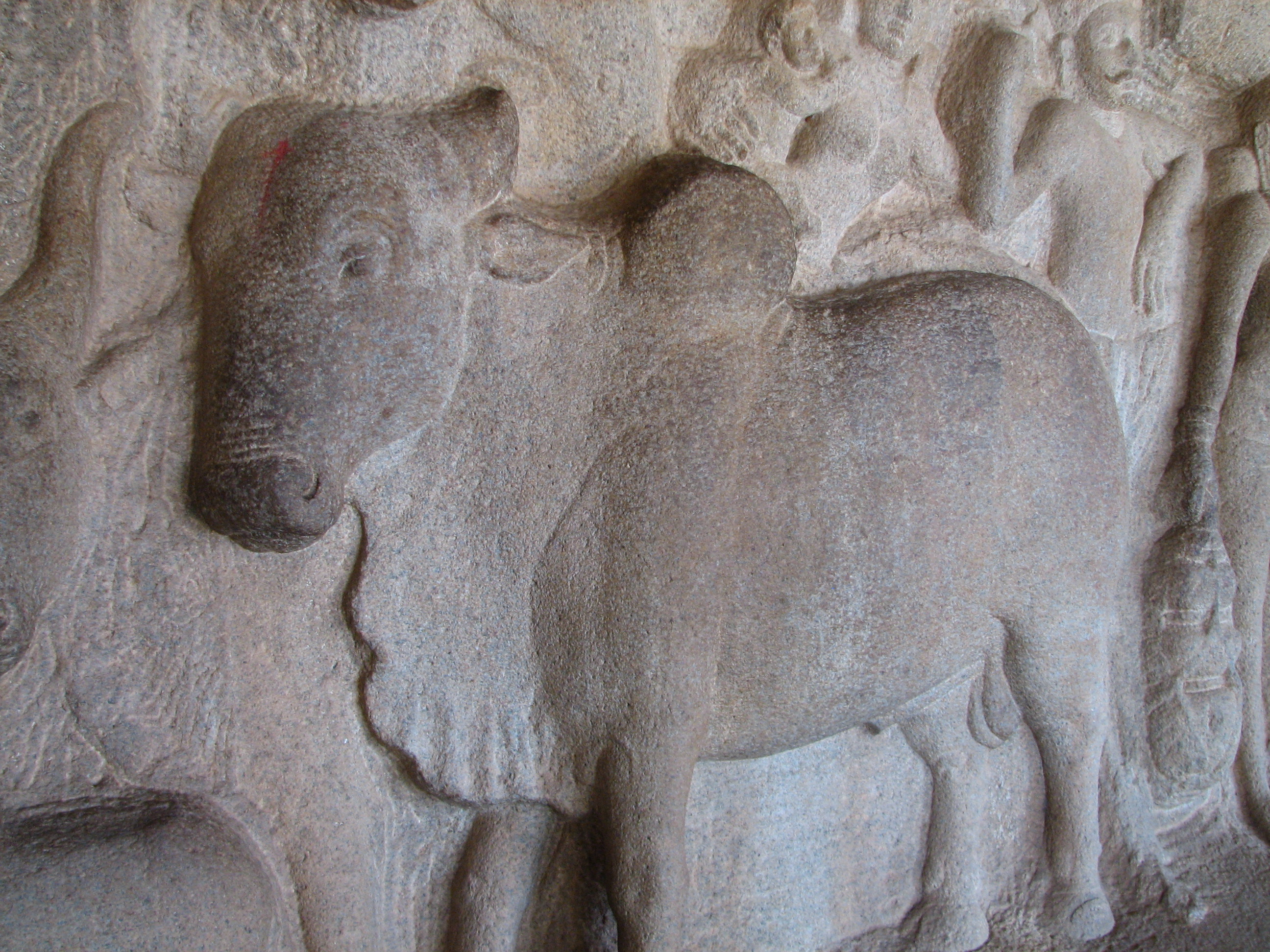
Рельєфне зображення бика в Махабаліпурамі.

### Походження
Традиція вшанування корів і заборони на їх вбивство сягає своїм корінням у ведійську релігію. В «Дхарма-сутрах», Васішта, Гаутама і Апастамбха забороняють вживання в їжу м'яса корів, а в «Баудхаяні» визначаються різні види покарання за їх вбивство (причому вбивство биків карається більш строго). Заборона на вбивство молочних корів згадується в «Ріг-веді», «Махабхараті» і «Ману-Смріті».
В ведійській релігії мали місце ритуали жертвопринесення корів. В жертву, однак, приносилися тільки старі і немічні тварини, які таким чином отримували можливість набути нове тіло в циклі сансари. Пізніше ритуальні брахманічні жертвопринесення корів були заборонені. Вважається, що в епоху Калі-юги (сучасна епоха згідно індуїстського часового циклу) не існує кваліфікованих брахманів, здатних належним чином проводити жертвопринесення подібного роду.
У ведійській релігії, і пізніше, корову шанували можливо й тому, що населення індійського субконтиненту, більшу частину якого складали пастухи і землероби, історично залежало від молока і молочних продуктів та використовувало коров'ячий гній як добриво і паливо. Повсюдно в сучасній Індії, люди використовують коров'ячий гній для різноманітних цілей. Дим палаючого гною відганяє комарів та інших комах, а попіл з нього використовується як добриво в сільському господарстві. З цих та інших причин, корова в індуїзмі шанується як материнська фігура «гау-мату».
Індуїзм, або Санатана-дхарма, ґрунтується на понятті всюдисущності Бога, на тому, що початкова і істинна природа всіх живих істот (включаючи тварин птахів, комах і рослини) духовна і вічна. Таким чином, вбивство будь-якої живої істоти є гріхом, оскільки призводить до переривання природного циклу перевтілень і жива істота, через насильницьку смерть, приречена заново народиться в тій же самій формі життя. Історично, навіть Крішна — найшанованіша форма або аватара Бога — шанував і захищав корів.
Елемент шанування корів присутній у всіх основних священних писаннях індуїзму, де описується, що коров'яче молоко допомагає пробудити в людині саттвастичні якості. Коров'яче гхі (пряжене масло) повсюдно використовується при проведенні релігійних ритуалів і в обряді приготування їжі (прасада). Коров'ячий послід застосовується як добриво в сільському господарстві. Прийнято вважати, що він має велику очисну силу і тому його також використовують для очищення житла, обмазуючи їм стіни. Дим від коров'ячого посліду є сильним дезинфікуючим засобом. Коров'яча сеча широко застосовується в релігійних ритуалах і в медичних цілях. Панчагав'я — елемент, що має найбільшу очисну силу, складається з п'яти продуктів, одержуваних від корови: молока, йогурта, гхі, коров'ячої сечі і посліду. Заборона вживання в їжу коров'ячого м'яса розглядався як перший крок до повного вегетаріанства.

### Історичне значення

#### У Ведах і Пуранах
Коровам відводиться значна роль в «Ріг-веді», де в декількох гімнах згадуються 10 тис. корів. В «Ріг-веді» 7.95.2.,а також в 8.21.18 говориться, що в регіоні Сарасваті розливали молоко і гхі, з чого можна зробити висновок, що там розводили корів. В «Ріг-веді» корови часто виступають як уособлення багатства, а також порівнюються з богинями річок, наприклад в 3.33.1.
|  | Як дві прекрасні корови-матері, які лижуть своїх телят, Віпас і Сутудрі несуть свої води. |

Згідно Ауробіндо, в «Ріг-веді» корови також уособлюють світло або промені. Ауробіндо також звертає увагу на те, що Адіті (верховна пракрити/сила природи) описується як корова, а діви і пуруша (Всевишній) як бик. Наприклад, ведійське божество Індра часто порівнюється з биком.
В «Ріг-веде», річки також часто порівнюються з коровами:
|  | Корови - священні і є уособленням чесноти. Вони найбільш чисті і мають найбільш очисну силу. |

В «Атхарва-веді» тіло корови представлено різними дівами та іншими елементами.
В «Харівамші» Крішна описується як пастушок. Його там часто називають Бала Гопалой — «дитиною, яка захищає корів», або іншим ім'ям, Говінда, яке означає «той, хто приносить радість коровам».
В Пуранах описується, як від богині землі Прітхві у формі корови, різні діви отримували сприятливі субстанції, які служили на благо людей. В пуранічних писаннях корова проголошується матір'ю всієї цивілізації, а молоко — одним з основних продуктів харчування для людей. Подарунок у вигляді корови описується як найкращий дар, який тільки можна піднести.

#### В Індії XIX—XX століть9
Шанування корів відіграло велику роль в Повстанні сипаїв проти Британської Ост-Індської компанії. Розроблена незадовго перед цим гвинтівка Енфілда з капсульним замком заряджалась патронами, зробленими з просоченого салом паперу. Під час зарядки патрон належало скушувати, в той час як в індуїзмі заборонено харчуватися м'ясом корів, а в ісламі свині — нечиста тварина. Хоча підрозділи сипаїв спеціально комплектувалися за змішаним ознакою, це не завадило змові мусульман і індусів. Як виявилося пізніше, кулі просочувалися рослинними оліями.
Наприкінці XIX століття в Північній Індії з'явився рух, який виступив на захист корів, за об'єднання всіх індусів і проведення кордону між індусами і мусульманами шляхом введення заборони на вбивство корів. Це змішання політичних і релігійних цілей призвело до періодичних анти-мусульманським повстань і зіграло помітну роль в розділі Індії в 1947 році.

#### У вченні Махатми Ганді
Махатма Ганді також поважав корів. Він говорив: «я поклоняюся їм, і я буду захищати поклоніння їм навіть якщо проти мене виступить весь світ». «Одним з основних елементів індуїзму є захист корів». Як і всі індуїсти, Ганді вшановував корову як свою власну матір, називаючи її «матір'ю мільйонів індійського людства». Він говорив: «Коли вмирає наша мати, це означає що потрібно заплатити за похорон і за кремацію. Мати-корова однаково корисна як у живому, так і в мертвому вигляді, коли ми можемо використовувати кожну частину її тіла — її м'ясо, кістки, роги і шкуру. Але, я говорю це не для того, щоб люди використовували її, а для того, щоб показати наскільки велика її любов до нас».

### Священні корови в сучасній Індії

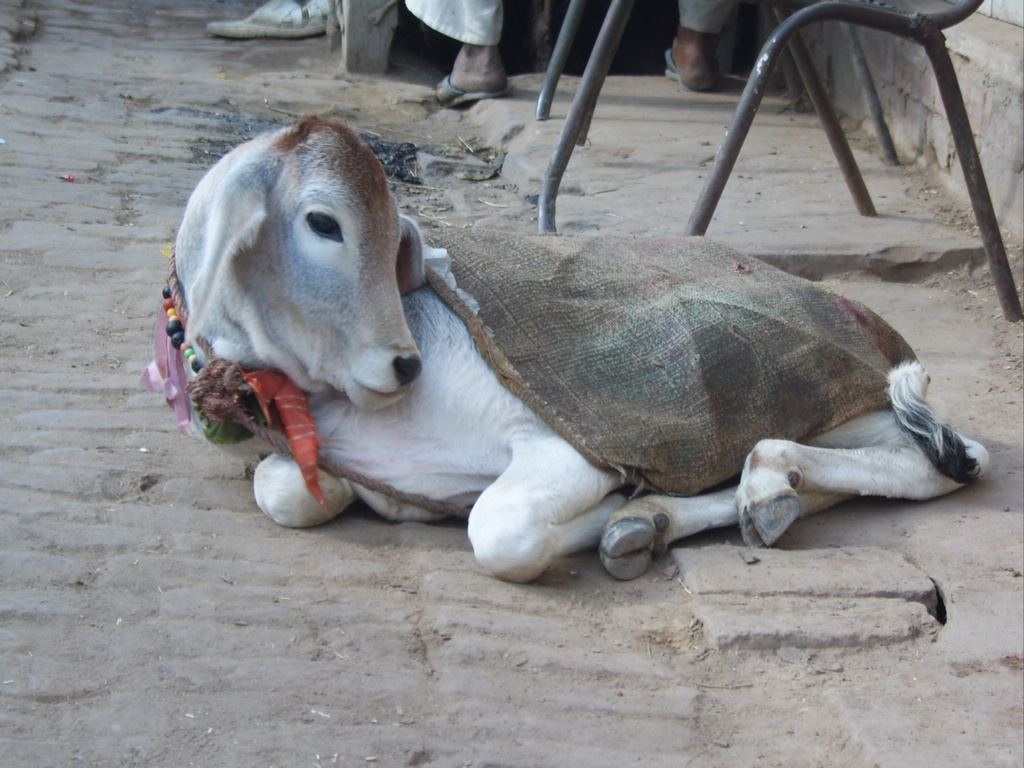
Корова відпочиває на вулиці під Вріндавані, Індія

На сьогодні, в  Індії і Непалі, де індуси складають більшість населення, коров'яче молоко і молочні продукти продовжують відігравати ключову роль в релігійних обрядах. Повсюдно коровам виявляється найбільша повага — їм дозволяється вільно бродити навіть по найбільш людним вулицям великих міст, таких як Делі. У багатьох місцях в Індії вважається дуже сприятливим знаком дати що-небудь поїсти корові перед сніданком. У багатьох штатах в Індії існує заборона на вбивство корів. За її вбивство або поранення можна потрапити до в'язниці.
Історично, через заборону на поїдання корів, в індійському суспільстві виникла система, в якій тільки парії вживали в їжу м'ясо убитих корів і використовували їх шкури в шкіряному виробництві.
Вбивство корів обмежується у всіх штатах Індії, за винятком Західної Бенгалії і Керали, де не існує будь-яких обмежень. Корів методично вивозять на забій в ці регіони, незважаючи на те, що перевозити корів через кордони штатів заборонено індійськими законами. У великих містах, однак, працюють багато приватних боєнь. За даними на 2004 рік, в Індії існувало приблизно 3600 легальних боєнь, а кількість нелегальних оцінювалося в 30 000. Всі спроби закрити нелегальні бойні були безуспішними.

## В зороастризмі
Зороастризм є релігією, історично сильно пов'язаною з індуїзмом. Термін «геуш-Урва» означає дух корови і розглядається як душа землі. У «Ахунавайті-гаті», Заратуштра звинувачує деяких своїх братів по вірі в насильстві над коровами. Ахура Мазда просить Заратуштру захищати корів.
На рідній землі Заратуштри і ведійських священників було дуже поширене розведення великої рогатої худоби. У дев'ятій главі «Вендідада» Авести пояснюється очисна сила коров'ячої сечі, яка проголошується там панацеєю від усіх тілесних і духовних недуг. Сеча бика там називається «ніранг» .

## В Стародавньому Єгипті
В Стародавньому Єгипті корова ніколи не приносилася в жертву як інші тварини, бо вважалася священною твариною богині Хатхор, а потім й Ісіди, а в елліністичний період також через грецький міф про Іо, яка мала форму корови.